# Botai-Kultur
| Prähistorische Kulturen Russlands |                         |
| Mittelsteinzeit                   |                         |
| Kunda-Kultur                      | 7400–6000 v. Chr.       |
| Jungsteinzeit                     |                         |
| Bug-Dnister-Kultur                | 6500–5000 v. Chr.       |
| Dnjepr-Donez-Kultur               | 5500–4000 v. Chr.       |
| Sredny-Stog-Kultur                | 4500–3500 v. Chr.       |
| Jekaterininka-Kultur              | 4300–3700 v. Chr.       |
| Kammkeramische Kultur             | 4200–2000 v. Chr.       |
| Fatjanowo-Kultur                  | um 2500 v. Chr.         |
| Kupfersteinzeit                   |                         |
| Nordkaspische Kultur              |                         |
| Kurgankultur                      | 5000–3000 v. Chr.       |
| Samara-Kultur                     | um 5000 v. Chr.         |
| Chwalynsk-Kultur                  | 5000–4500 v. Chr.       |
| Botai-Kultur                      | 3700–3100 v. Chr.       |
| Jamnaja-Kultur                    | 3600–2300 v. Chr.       |
| Afanassjewo-Kultur                | 3500–2500 v. Chr.       |
| Ussatowe-Kultur                   | 3300–3200 v. Chr.       |
| Glaskowo-Kultur                   | 3200–2400 v. Chr.       |
| Bronzezeit                        |                         |
| Poltavka-Kultur                   | 2700–2100 v. Chr.       |
| Potapovka-Kultur                  | 2500–2000 v. Chr.       |
| Katakombengrab-Kultur             | 2500–2000 v. Chr.       |
| Abaschewo-Kultur                  | 2500–1800 v. Chr.       |
| Sintaschta-Kultur                 | 2100–1800 v. Chr.       |
| Okunew-Kultur                     | um 2000 v. Chr.         |
| Samus-Kultur                      | um 2000 v. Chr.         |
| Andronowo-Kultur                  | 2000–1200 v. Chr.       |
| Susgun-Kultur                     | um 1700 v. Chr.         |
| Srubna-Kultur                     | 1600–1200 v. Chr.       |
| Kolchis-Kultur                    | 1700–600 v. Chr.        |
| Begasy-Dandybai-Kultur            | um 1300 v. Chr.         |
| Karassuk-Kultur                   | um 1200 v. Chr.         |
| Ust-Mil-Kultur                    | um 1200–500 v. Chr.     |
| Koban-Kultur                      | 1200–400 v. Chr.        |
| Irmen-Kultur                      | 1200–400 v. Chr.        |
| Spätirmen-Kultur                  | um 1000 v. Chr.         |
| Plattengrabkultur                 | um 1300–300 v. Chr.     |
| Aldy-Bel-Kultur                   | 900–700 v. Chr.         |
| Eisenzeit                         |                         |
| Baitowo-Kultur                    |                         |
| Tagar-Kultur                      | 900–300 v. Chr.         |
| Nosilowo-Gruppe                   | 900–600 v. Chr.         |
| Ananino-Kultur                    | 800–300 v. Chr.         |
| Tasmola-Kultur                    | 700–300 v. Chr.         |
| Gorochowo-Kultur                  | 600–200 v. Chr.         |
| Sagly-Baschi-Kultur               | 500–300 v. Chr.         |
| Jessik-Beschsatyr-Kultur          | 500–300 v. Chr.         |
| Pasyryk-Stufe                     | 500–300 v. Chr.         |
| Sargat-Kultur                     | 500 v. Chr.–400 n. Chr. |
| Kulaika-Kultur                    | 400 v. Chr.–400 n. Chr. |
| Tes-Stufe                         | 300 v. Chr.–100 n. Chr. |
| Schurmak-Kultur                   | 200 v. Chr.–200 n. Chr. |
| Taschtyk-Kultur                   | 100–600 n. Chr.         |
| Tschernjachow-Kultur              | 200–500 n. Chr.         |

Die Botai-Kultur ist eine kupferzeitliche (äneolithische) Kultur des 4. Jahrtausends v. Chr. in Nordkasachstan. Der namengebende Fundort liegt beim  Dorf Botai, 351 km nordwestlich der Hauptstadt Astana. Die Botai-Kultur wurde vor allem bekannt, weil hier die frühesten Belege für die erste Domestizierung des Pferdes vor rund 5500 Jahren entdeckt wurden.

## Forschungsgeschichte
Archäologen aus dem Carnegie Museum of Natural History, Pittsburg (USA) sowie Wissenschaftler von der University of Exeter, Großbritannien, erforschen seit einigen Jahren intensiv die Botai-Kultur.

## Lebensweise
In den Steppen Zentralasiens entfaltete sich im späten Neolithikum eine eigenständige materielle Kultur, die bis auf wenige Details über Jahrhunderte hinweg unverändert blieb.
Der Lebensraum dieser frühen Pferdezüchter waren die Steppen mit starken jahreszeitlichen Kontrasten, womit das Überleben der Gruppe stark von ihrer Anpassung an diese jahreszeitlichen Änderungen abhing. Siedlungen wie die in Botai ausgegrabene dienten der Überwinterung. Dort lebte man im Winter in leicht eingetieften Hütten (sog. „Grubenhäusern“).
Die Siedlungen waren 150 bis 200 km voneinander entfernt, um genügend Weideland zur Verfügung zu haben.
Jedes Frühjahr zogen die Stämme erneut in den Südwesten, wo der sandige Boden durch das Absinken der Flüsse freigelegt wurde und eine Pioniervegetation die Rückkehr des Wildes sicherte. Dort baute man kurzlebige Jurten, ging auf die Jagd und legte Vorräte für den nächsten Winter an. Der Lebensunterhalt (die Subsistenz) beruhte hauptsächlich auf der Domestikation des Pferdes, ergänzt durch Jagd und Fischfang. Es wurde bisher nur die Verarbeitung von Holz, Knochen und Stein gefunden.

## Materielle Kultur
Die Keramik wurde meist mit dem geometrischen Stichmuster sowie dem Kamm- und Schnurornament verziert. Aufgrund einer stilisierten Darstellung auf einem Gefäßfragment vermutet Wiktor Saibert, dass die Träger der Botai-Kultur bereits im Spätneolithikum das Speichenrad einsetzten. Tatsächlich sind Speichenräder in dieser Region erst ab 2000 v. Chr. belegt, dafür aber in großer Zahl.

## Sprache
Die Vertreter der schriftlosen Botai-Kultur werden von manchen Forschern im Gefolge der Pferdedomestikation indirekt mit den Indogermanen verbunden, von anderen den Trägern der Prototurksprache zugeordnet. Für beide Annahmen fehlen überzeugende Beweise.

## Fundstellen
- Botai
- Krasnij Jar[2] bei Kökschetau[8] mit 54 Häusern[9].
- Rožchinskoje[2].
- Vasilkovka[2], 44 Häuser[9].

## Die Siedlung Botai

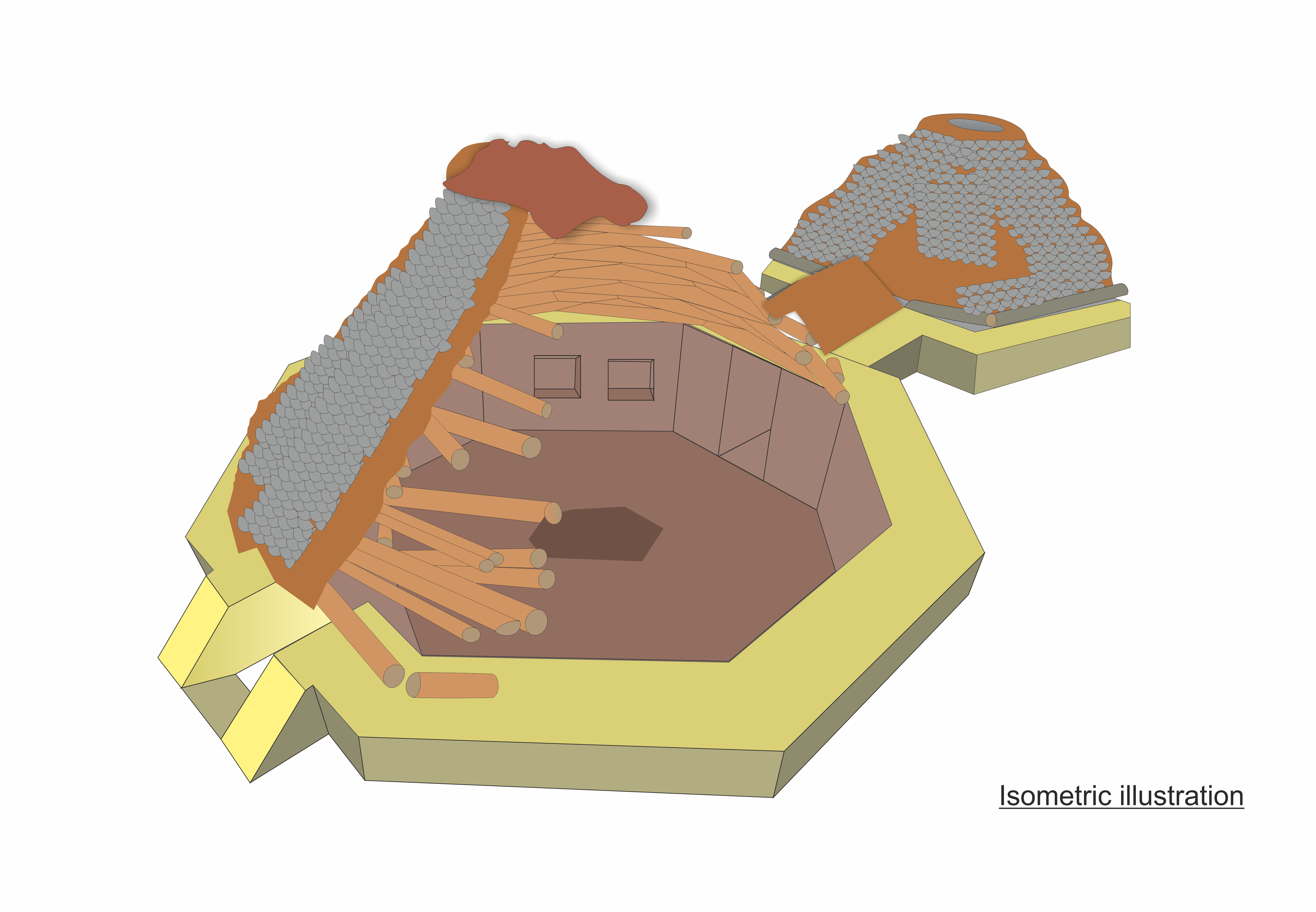
Rekonstruktion eines Grubenhauses der Botai-Kultur mit Vorhaus und Haupthaus

Die Siedlung Botai (zirka 3700–3100 v. Chr.) wurde im Jahr 1980 von dem kasachischen Archäologen Wiktor Saibert entdeckt und wird seitdem systematisch untersucht. Ihre Bedeutung besteht in den bis jetzt ältesten archäologischen Belegen der Pferdedomestikation. Die Siedlung Botai ist ca. 15 Hektar groß und liegt auf einer ebenen Fläche auf dem rechten Ufer des Flusses Imanbulak. Die Spuren von Grubenhäusern sind an der Oberfläche deutlich erkennbar. Durch die archäologischen Ausgrabungen wurden bis jetzt über 10.000 m² erschlossen, etwa 100 Wohnbauten freigelegt, zirka 300.000 Artefakte und mehrere hunderttausend Tierknochen entdeckt. 99,9 % der Knochen stammen von Pferden.

## Pferdedomestikation
Damals lebten hier Millionen von Pferden. Um sie zu jagen und später zusammenzuhalten, war es notwendig, Pferde zu reiten. Dieser Sachverhalt erklärt eine gewisse morphologische Differenz zwischen den wilden und den domestizierten Individuen. Die Forschungsergebnisse des amerikanischen Wissenschaftlers David W. Anthony zeigen, dass zehn Prozent von allen untersuchten Zähnen der Botai-Pferde Verschleißspuren von Knochen- und Haartrensen tragen. Die Entdeckung von Pferchen im Jahr 2006 bekräftigt die Vermutung von der Domestizierung des Pferdes in Botai.
Einen direkten Beweis für Pferdezähmung liefern im Jahr 2009 Reste von Kumys (vergorene Stutenmilch) in Tonscherben, die ein Alter von zirka 5600 Jahren haben.
Vor diesen Befunden galt die Sredny-Stog-Kultur in der Ukraine als der älteste Nachweis der Pferdezucht. Die Belege stammen aus der Siedlung Derijiwka (4. Jahrtausend v. Chr.). Jedoch datiert eine Beschleuniger-Massenspektrometrie-Bestimmung der Knochen eines Hengstes mit Trensenabrieb an den Zähnen in die skythische Eisenzeit.
Das Fachmagazin Science berichtete im Jahr 2018, dass die Przewalski-Pferde entdomestizierte Botai-Pferde sind, die bereits vor etwa 5000 Jahren verwilderten. Zudem fand sich im Erbgut der eurasischen Pferde aus den vergangenen 4000 Jahren keine Übereinstimmung mit den Botai-Pferden. Es wird von den Forschern angenommen, dass eine andere Gruppe Pferde ab dem 3. Jahrtausend die Vorfahren der heutigen Pferde sind. Die Suche nach diesen Vorfahren konzentriert sich auf Gebiete in Zentralasien, im Westen der Eurasischen Steppe (Pontokaspis) und in Anatolien.